# Novaranea queribunda
Espèce
Synonymes
- Epeira queribunda Keyserling, 1887
- Epeira quaesita Keyserling, 1887
- Epeira laevigata Urquhart, 1891
- Epeira powelli Urquhart, 1894

Novaranea queribunda est une espèce d'araignées aranéomorphes de la famille des Araneidae.

## Distribution
Cette espèce est endémique de Nouvelle-Zélande.

## Publication originale
- Keyserling, 1887 : Die Arachniden Australiens. Nürnberg, vol. 2, p. 153-232 (texte intégral).